# PB (súng ngắn)
PB (Пистолет бесшумный, Pistolet Besshumnyy, Súng ngắn yên lặng) với mã GRAU gọi là 6P9 là loại súng ngắn bán tự động hãm thanh do Liên Xô chế tạo. Nó dựa trên nền súng ngắn Makarov, thiết kế dành riêng cho các nhóm trinh sát quân đội và KGB. Chúng đã được đưa vào phục vụ năm 1967. Loại súng này sử dụng một ống hãm thanh thiết kế riêng gồm hai phần một phần gắn cố định vào súng phần còn lại tháo ra để dễ dàng để cất giấu nhưng có thể gắn vào nhanh khi cần thiết, nhưng thường thì phần cố định hiếm khi được tháo ra. PB cũng có thể bắn một cách an toàn khi không có phần ống hãm thanh cố định trong trường hợp nguy cấp. Khi không có ống hãm thanh thì loại súng này có tiếng động cũng giống như các khẩu Makarov. PB có bao đựng được thiết kế dành riêng cho loại súng này.

## Thiết kế
Hoạt động của PB tương tự như khẩu Makarov sử dụng cơ chế nạp đạn blowback. Vì thiết kế có ống hãm thanh cố định nhưng vẫn cố gắng làm cho súng không trở nên quá dài nên bộ khóa nòng của súng rất ngắn không đủ để gắn lò xo vào. Thay vào đó lò xo được gắn ở khe phía dưới và nối với thoi nạp đạn thông qua một thanh truyền động. PB sử dụng loại đạn 9×18mm Makarov và hộp đạn rời 8 viên.